# Elaeocarpus tonganus
Elaeocarpus tonganus là một loài thực vật có hoa trong họ Côm. Loài này được Burkill mô tả khoa học đầu tiên năm 1902.